# Hamadríade

As hamadríades (em grego:  Ἁμαδρυάδες, Hamadryádes, de ἅμα, háma, "junto" e drýs, δρῦς, "carvalho"), na mitologia grega, são as oito filhas do casamento de Óxylos, filho de Óreas com Hamadryás, sua própria irmã, chamavam-se: Carya, Balanos, Crania, Morea, Aigeiros, Ptelea, Ampelos e Syce. Cada uma delas seria protetora de um espécie diferente de árvore, entre estas a vinha, a figueira e a aveleira.

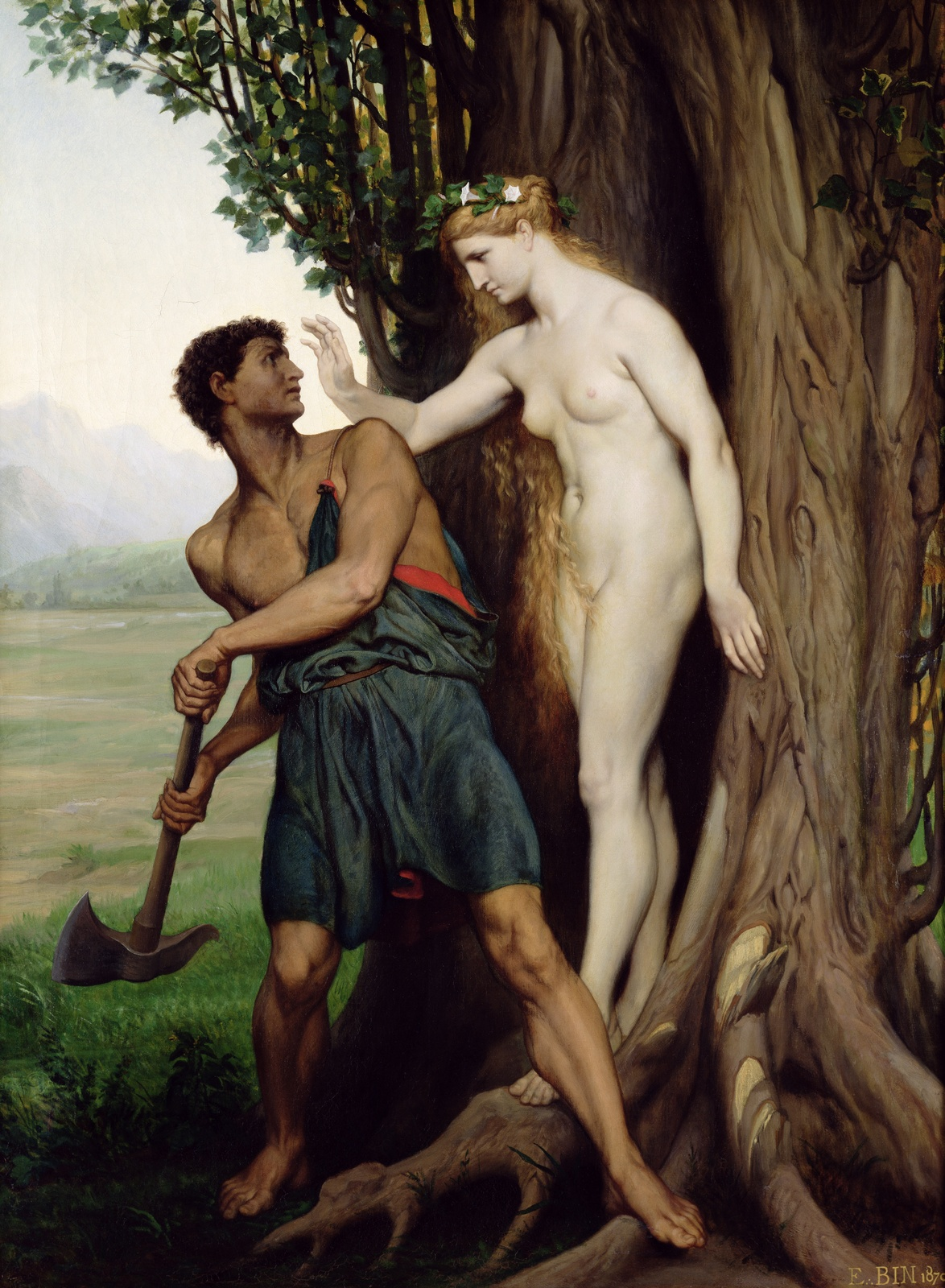
A Hamadríade, de Émile Bin. 1870

As hamadríades são ninfas que nascem com as árvores e com as quais partilham o destino, devendo protegê-las.
Calímaco conta no seu Hino a Delos que a disposição e temperamento destas deidades variava em conformidade com a das suas árvores protegidas, dispensando-se em prantos aquando da queda das folhas ou da estridente alegria à chegada das chuvas da primavera sobre a juventude das verdes folhagens.
E se em algumas lendas poderia viver durante “cerca de dez vidas de palmeiras” ou 9720 anos, em outras versões, a morte anunciava-se-lhes com as das suas árvores. 
A hamadríade Carya certa vez teve um caso com Zeus, o que gerou Dirio, o deus das plantas venenosas.
Existem lendas que descrevem o poder vingativo de que estas ninfas eram capazes sobre aqueles que ameaçavam as suas árvores (Chrysopelia), outras histórias falam-nos dos castigos que caíam sobre aqueles que as cortassem ou desdenhassem das orações atribuídas as estas deidades (Erysichthon) consideradas como intermediárias entre mortais e imortais. 